# پارک ملی شونکاتن
پارک ملی شونکاتن (به لاتین: Sjunkhatten National Park) یک پارک ملی در نروژ است که در بودو، نروژ واقع شده‌است.

## جغرافیا
در سال ۲۰۱۰ در بخش نوردلند، نروژ تأسیس شد. این پارک شامل یک منطقه حفاظت شده با وسعتی ۴۱۷٫۵ کیلومتر مربع است.

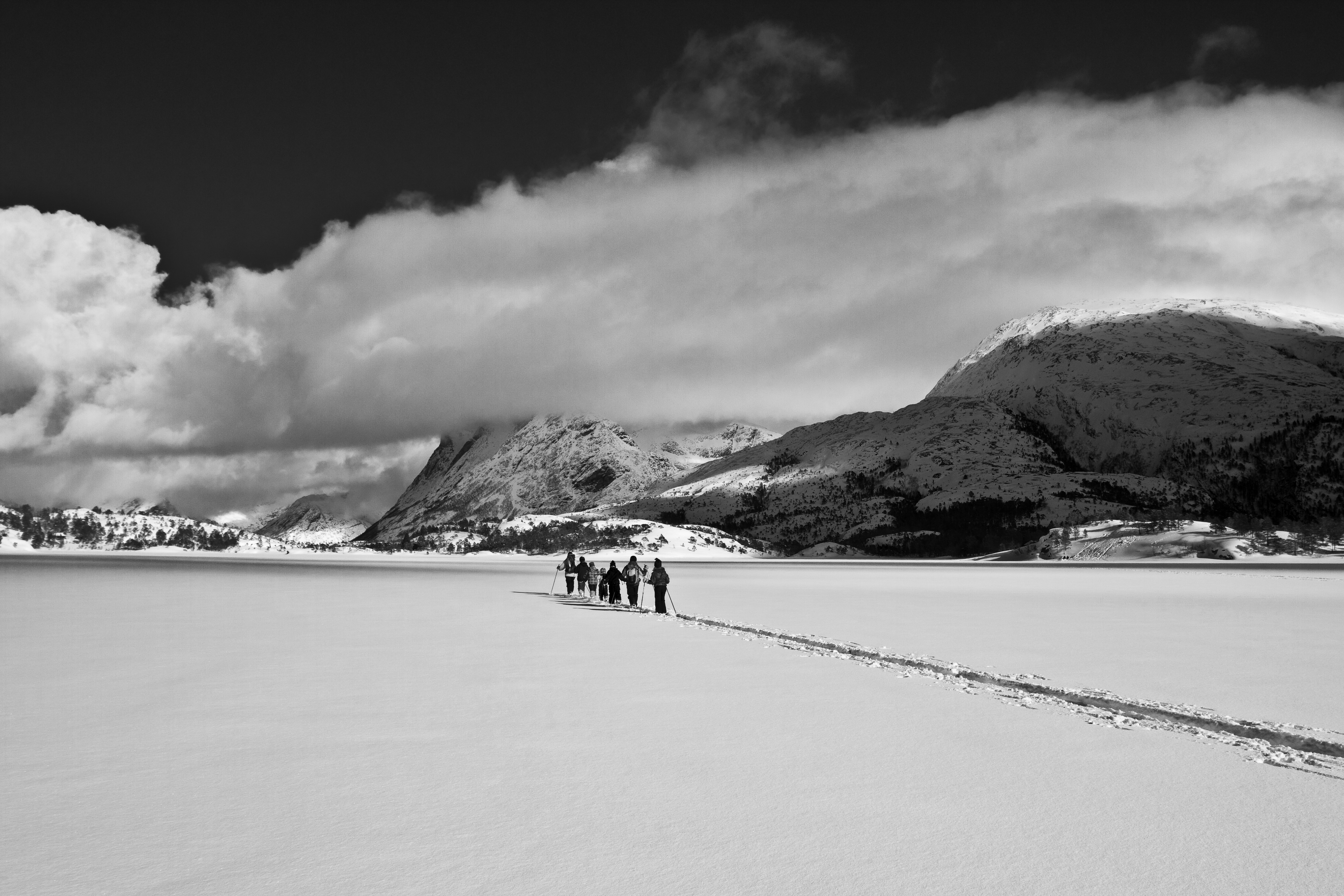
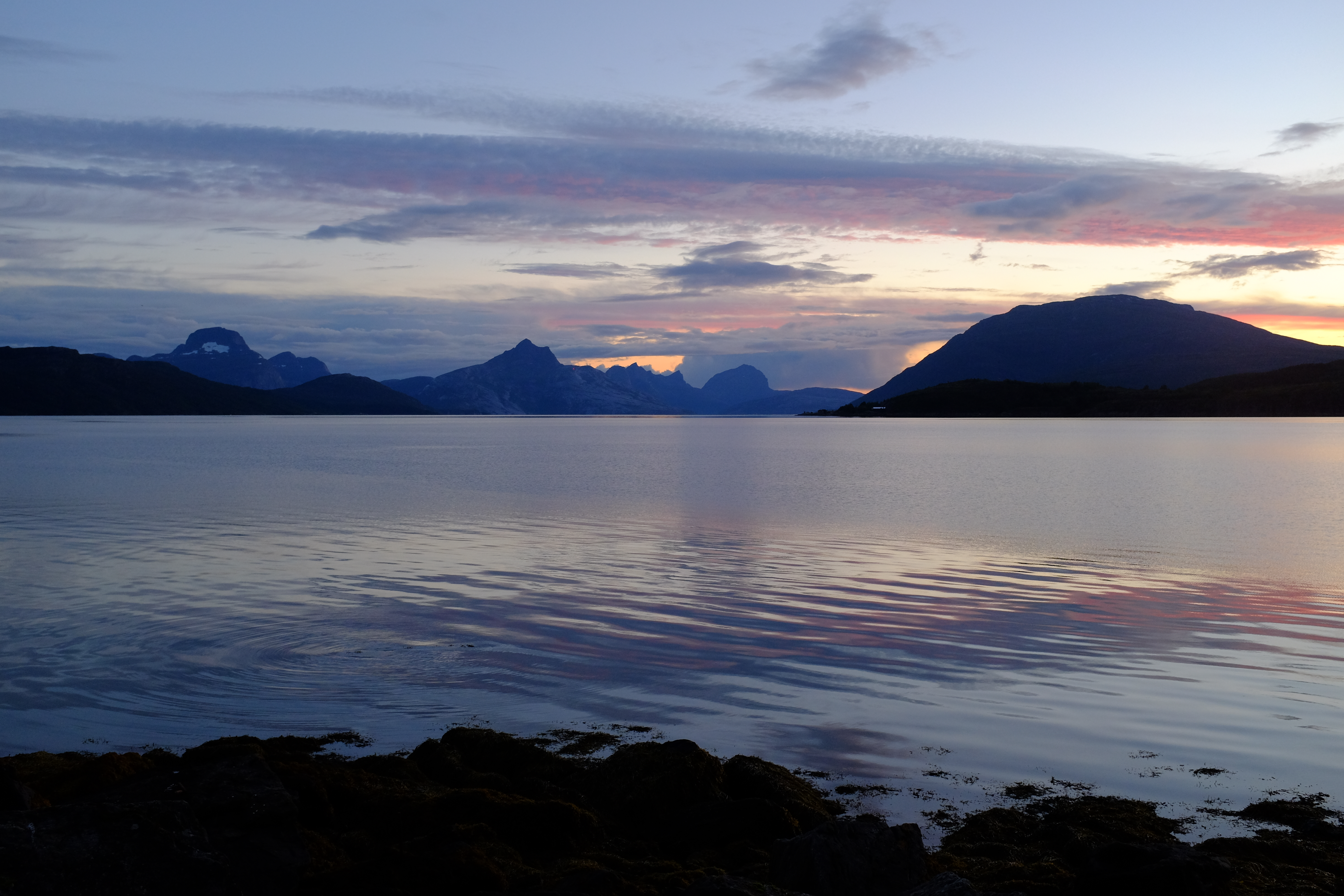
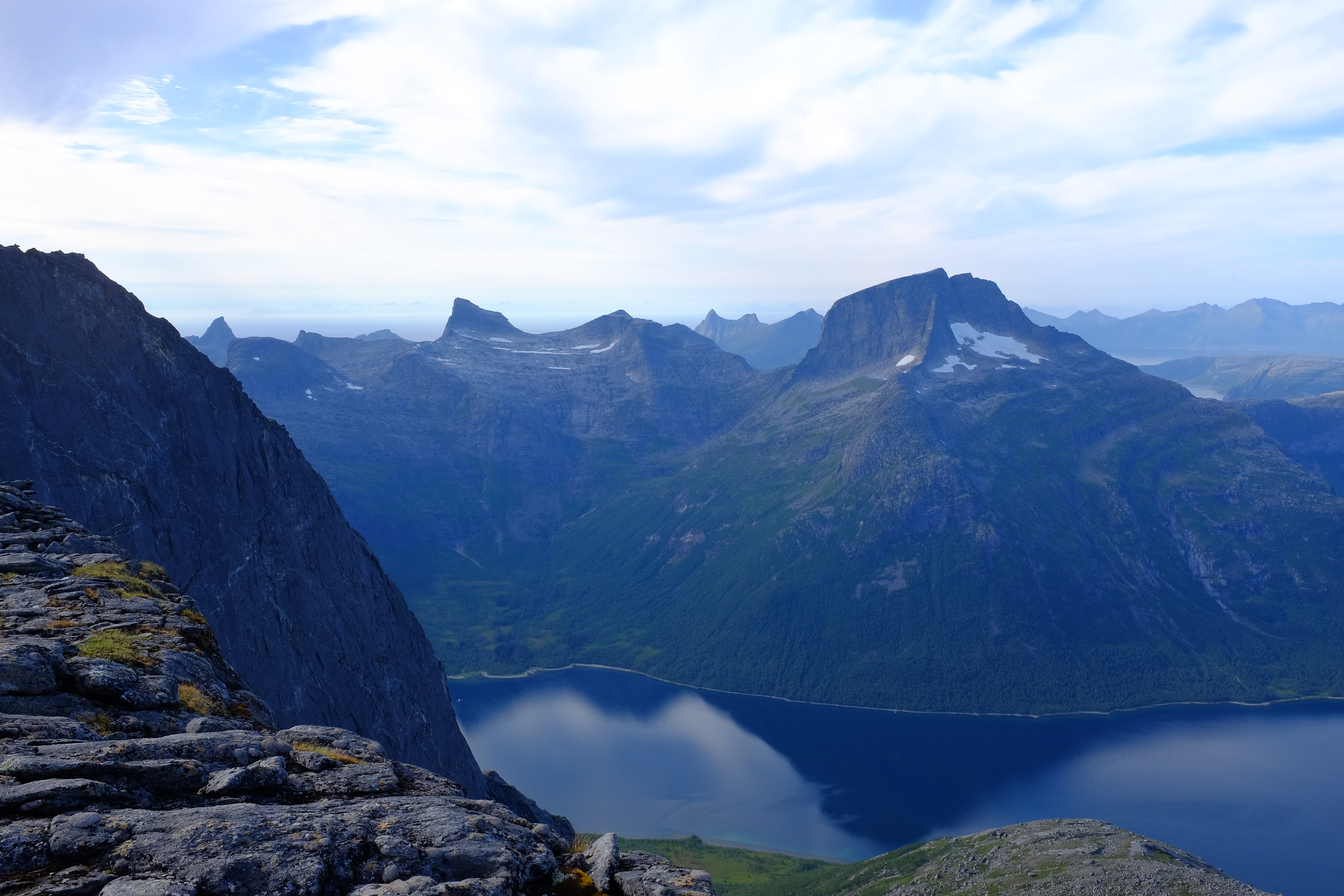